# Campionato mondiale militare di scherma 1963
Il Campionato mondiale militare di scherma del 1963 ("1963 World Military Fencing Championships") è stato organizzato dalla Federazione internazionale della scherma e si è svolto a Vienna in Austria dal 13 al 20 maggio.
Nel fioretto, si è aggiudicato il titolo di campione mondiale militare il francese Jacques Courtillat, che ha battuto in finale il lussemburghese Jean Link.
Nella spada lo svedese Hans Lagerwall ha battuto in finale l'austriaco Rudolf Trost, ottenendo il titolo mondiale militare maschile.
Nella sciabola lo statunitense Michael Anthony D'Asaro prevale sull'austriaco Josef Wanetschek.
Nel campionato mondiale militare a squadre maschili, la nazionale lussemburghese ha prevalso nella finale del fioretto contro la Francia, mentre la nazionale svedese ha vinto nella spada contro la formazione lussemburghese, ed infine la nazionale statunitense ha avuto la meglio sulla compagine belga nella sciabola.

## Podi

### Uomini
| Specialità  | Oro                                                             | Argento                                        | Bronzo                                                            |
| Individuali |                                                                 |                                                |                                                                   |
| Fioretto    | Jacques Courtillat                                              | Jean Link                                      | Jean-Paul Olinger                                                 |
| Spada       | Hans Lagerwall                                                  | Rudolf Trost                                   | Jacques F. Debeur                                                 |
| Sciabola    | Michael Anthony D'Asaro                                         | Josef Wanetschek                               | André Sagot                                                       |
| A squadre   |                                                                 |                                                |                                                                   |
| Fioretto    | Lussemburgo Jean Link Jean-Paul Olinger -                       | Francia Jacques Courtillat -                   | Stati Uniti Michael Anthony D'Asaro Albert Davis Joseph Paletta - |
| Spada       | Svezia Hans Lagerwall Ulf Ling-Vannerus Berndt-Otto Rehbinder - | Lussemburgo Jean Link -                        | Belgio Jacques F. Debeur -                                        |
| Sciabola    | Stati Uniti Michael Anthony D'Asaro Alfonso Hector Morales -    | Belgio Jose Van Baelen Marcel Van Der Auwera - | Austria Josef Wanetschek -                                        |

## Medagliere
| Pos.   | Nazione     | Oro | Argento | Bronzo | Totale |
| ------ | ----------- | --- | ------- | ------ | ------ |
| 1      | Stati Uniti | 2   | 0       | 1      | 3      |
| 2      | Svezia      | 2   | 0       | 0      | 2      |
| 3      | Lussemburgo | 1   | 2       | 1      | 4      |
| 4      | Francia     | 1   | 1       | 1      | 3      |
| 5      | Austria     | 0   | 2       | 1      | 3      |
| 6      | Belgio      | 0   | 1       | 2      | 3      |
| Totale | Totale      | 6   | 6       | 6      | 18     |